# Educação na Islândia
O sistema de educação na Islândia está dividido em quatro níveis: infantil, primário, secundário e superior, e é semelhante ao de outros países escandinavos. A educação é obrigatória para crianças com idades compreendidas entre 6 e 16 anos. A maioria das instituições é financiada pelo Estado; há muito poucas escolas particulares no país. A Islândia é um país com ginásio.

## Antecedentes
Segundo o Ministério da Educação, Ciência e Cultura: 
| “ | Um princípio fundamental do sistema educacional islandês é o de que todos devem ter oportunidades iguais para adquirir uma educação, independentemente do sexo, posição econômica, localização residencial, religião, possíveis deficiências e, formação cultural ou social. | ” |

O Ministério da Educação, Ciência e Cultura tem a competência da responsabilidade educacional. Tradicionalmente, a educação na Islândia tem estado a cargo do setor público; existe um pequeno, porém crescente, número de instituições de ensino privado no país. Ao longo dos anos, o sistema educativo tem sido descentralizado, e a responsabilidade pelas escolas de ensino primário e secundário básico é obrigação das autoridades locais. O Estado é responsável pelas instituições de ensino secundário avançado e de ensino superior.
O Ministério edita as Diretrizes Curriculares Nacional. O Centro Nacional de Materiais Educacionais publica os materiais educativos para as instituições de ensino, e as distribui gratuitamente. O Instituto Educacional de Avaliações é o único do país responsável pela emissão e estudo sistemático dos exames, em particular do sistema nacional de atribuição de notas.
Há atualmente na Islândia 192 instituições que fornecem educação primária, 42 escolas de ensino secundário e 9 instituições de ensino superior.

## História

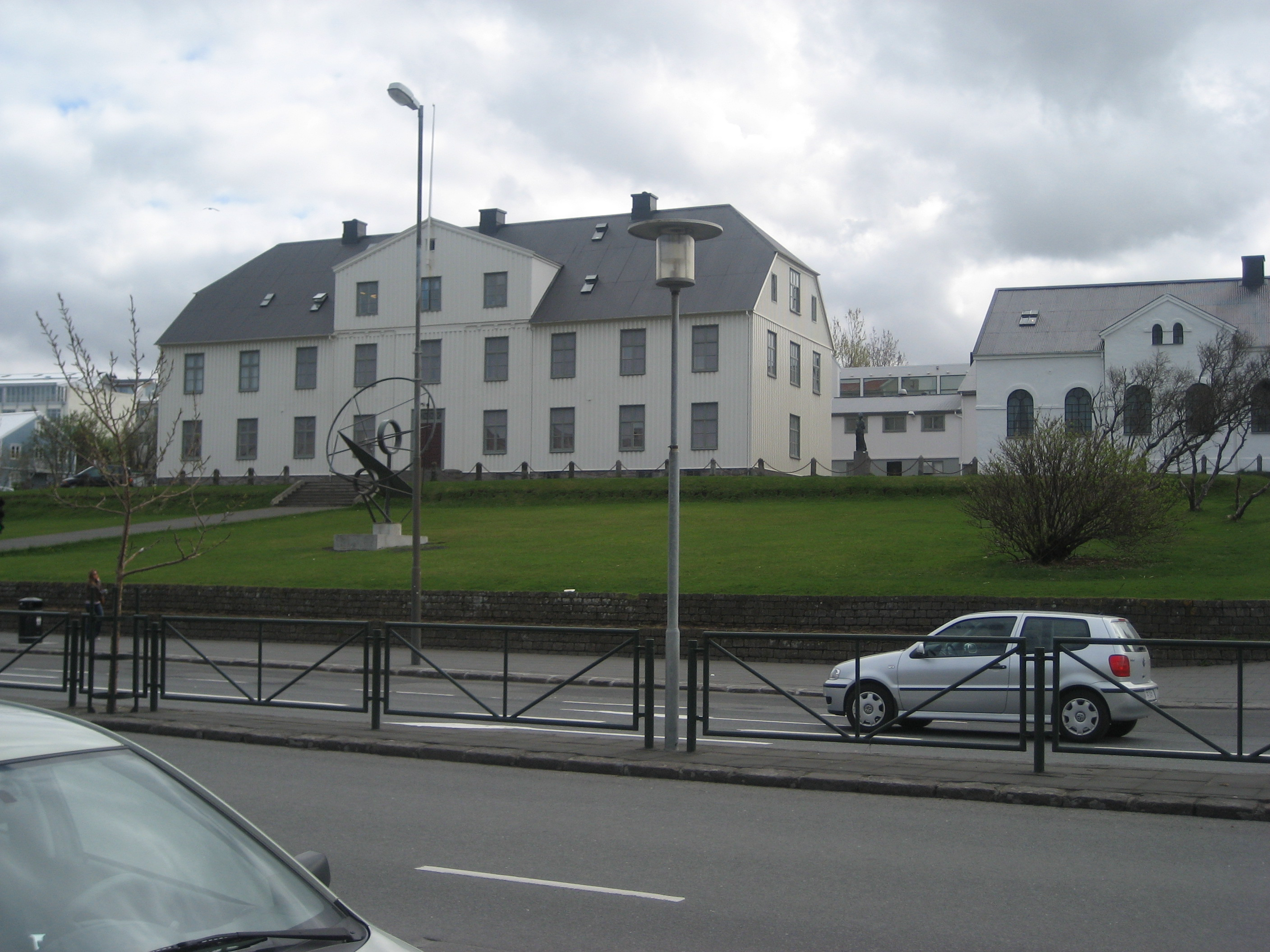
O edifício principal do Menntaskólinn í Reykjavík.

O mais antigo ginásio do país é o Menntaskólinn í Reykjavík, que tem sua origem em 1056, quando uma escola foi fundada em Skálholt. A escola foi transferida para Reykjavík em 1786, mas devido à baixa qualidade habitacional do local foi forçada a transferir-se novamente em 1805 para Bessastaðir, próximo a Reykjavík. Em 1846 a escola foi transferida para a sua localização atual, e um novo edifício foi erguido para abrigá-la em Reykjavík.
A Universidade da Islândia foi a primeira instituição de ensino superior no país, e foi criada em 17 de junho de 1911, unindo três antigas escolas islandesas: Prestaskólinn, Læknaskólinn e Lagaskólinn, que ensinavam Teologia, Medicina e Direito, respectivamente. A universidade tinha inicialmente apenas faculdades para esses três campos, além de uma faculdade de Ciências Humanas. O primeiro reitor da universidade foi Björn M. Ólsen, um professor da Faculdade de Ciências Humanas.

## Níveis

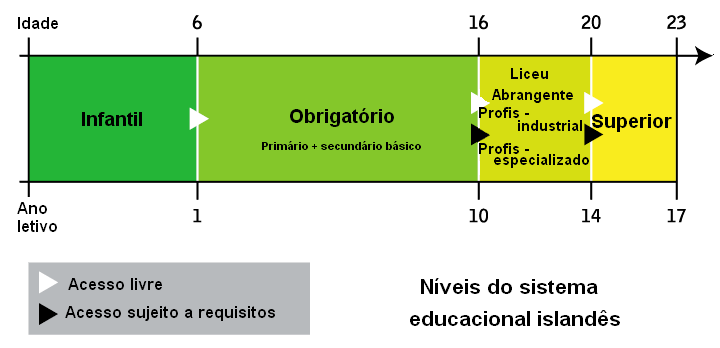
Os níveis na forma diagramática.

O sistema educacional islandês compreende quatro níveis: infantil, primário, secundário e superior.

### Educação infantil
A educação infantil ou leikskóli , é uma educação não obrigatória para crianças com idade inferior a seis anos, e é a primeira fase do sistema educacional. A legislação atual relativa à educação infantil foi aprovada em 1994. O Ministério da Educação, Ciência e Cultura é responsável pelas políticas e métodos que o ensino infantil deve usar, e ele emite as Diretrizes Curriculares Nacional. Ele também é responsável por assegurar que o currículo seja adequado, de modo a tornar a transição para a escola primária tão fácil quanto possível. No entanto, o Ministério não implementa os regulamentos e orientações; uma vez que isto é responsabilidade da autoridade local, que financia e administra as escolas infantis. Além disso, a autoridade local contrata representantes que supervisionam as operações das escolas infantis.
Os pais devem pagar para que seus filhos frequentem as escolas infantis. Cerca de 30% dos custos de funcionamento das instituições são cobertos por estas taxas. Os honorários das escolas infantis particulares podem ser em torno de 10 a 20% mais elevados do que os das instituições públicas. Quase todas as escolas particulares recebem algum ajuda econômica do município.
Os edifícios são muitas construídos em locais onde cerca de 30 a 40m² da área de recreação fica disponível para cada criança no playground. Cerca de 6 m² por criança é disponibilizado no interior da construção. As instituições são equipadas para receberem crianças de ambos os sexos.  As escolas infantis são destinados às crianças com idade inferior a seis anos; as crianças mais jovens precisam ter, pelo menos, dois anos de idade. É dado prioridade na matrícula às crianças monoparentais, ou de pais estudantes e, em alguns casos, as crianças com algum tipo de deficiência também têm prioridade. Na maioria dos casos, as crianças são divididas por faixas etárias, mas, em algumas comunidades menores, elas podem constituir um grupo único.
As crianças frequentam as escolas infantis no mínimo de quatro a um máximo de nove horas por dia.

### Educação primária

Um gráfico mostrando como o tempo do ensino primário de uma criança islandesa será dividido ao longo de um período de dez anos.

A educação primária grunnskóli (literalmente. “escola básica”), é o período de ensino, que é obrigatório para todos. A legislação relativa ao ensino primário foi aprovada em 1995 e, em 1996 os municípios assumiram a gestão do ensino obrigatório. É composto do ensino primário e do secundário básico, que frequentemente ocorre na mesma instituição. A lei estabelece que a educação seja obrigatória para crianças e adolescentes com idades compreendidas entre 6 e 16 anos. O ano escolar tem duração de nove meses, e tem início entre 21 de agosto e 1 de setembro, e encerra entre 31 de maio e 10 de junho. O número mínimo de dias letivos é de 170, mas após um novo acordo salarial de professores, esse número subirá para 180. As aulas ocorrem cinco dias por semana.
A responsabilidade fica com os pais em garantir que seus filhos frequentem e se matriculem na escola. A lei estabelece que é da responsabilidade do município instruir e financiar as instituições de ensino (isto inclui a contratação de professores titulares e substitutos, corpo administrativo e serviços especializados) e fornecer educação especial, se for necessário. Não existem requisitos para o ingresso de alunos, e a taxa de aceitação é de 100% aos seis anos de idade.
Os alunos têm o direito de frequentar uma escola na área em que vivem. O Estado exige que a escola integre os alunos deficientes às classes regulares.
O Estado é responsável pela avaliação das instituições para certificar-se de que estão operando dentro da lei e das Diretrizes Curriculares Nacional. Ele também produz materiais pedagógicos, e implementa as leis educacionais e regulamentos.
O ensino primário está dividido em dez anos. As escolas que têm todos os dez anos, do um ao sete, e do oito ao dez são comuns. Essas escolas que ensinam dos oito aos dez anos, geralmente localizam-se em áreas de maior concentração populacional. O tamanho das instituições é muito variado. Na zona urbana de Reykjavík, as escolas podem comportar no máximo 1 200 alunos. Nas zonas rurais, as escolas podem ter menos de 10 alunos, e cerca de 50% das escolas têm menos de 100 alunos. Todas as instituições do ensino primário atendem a crianças e adolescentes de ambos os sexos. Muitos serviços de consultoria estão disponíveis, incluindo ajuda com os estudos e matérias específicas; aconselhamentos psicológicos também são disponibilizados.
Cada escola deverá seguir as Diretrizes Curriculares Nacional, mas exceções são feitas para as escolas com características especiais. A escola é obrigada a criar um plano de trabalhos escolares e um calendário anual, organizar a avaliação de professores e alunos e proporcionar atividades extracurriculares. O número de aulas para cada ano é o seguinte:
| Anos | Faixa etária | Aulas por semana |
| ---- | ------------ | ---------------- |
| 1–4  | 6–9 anos     | 30               |
| 5–7  | 10–12 anos   | 35               |
| 8–10 | 13–15 anos   | 37               |

Atualmente, as Diretrizes Curriculares Nacional têm provisões para ensinar islandês àqueles cuja língua materna é uma língua estrangeira e para alunos, ou que tenham a audição prejudicada. É esperado que os alunos acompanhem o ritmo do ensino; porém aqueles estudantes que encontrarem dificuldades receberão reforço sem terem que deixar as suas salas de aula. É dado ênfase para que seja fornecida uma variedade de métodos de ensino.

#### Avaliação
Na Islândia, o sistema de atribuição de notas e avaliação dos alunos é realizado internamente, e não é normatizado entre as diferentes instituições. São apresentados durante o ano relatórios regulares dos alunos e seus progressos; mas a forma como isto é feito varia entre as escolas. Por exemplo, pode ser dado um grau numérico, ou ser feita uma avaliação oral e escrita.
Inversamente, há nacionalmente exames coordenados oferecidos no final do período de escolaridade obrigatória. Eles são opcionais. No ano letivo de 2001-2 os alunos puderam escolher entre cinco exames, língua islandesa, língua dinamarquesa (ou língua norueguesa ou língua sueca), inglês, matemática e ciências naturais. No ano letivo de 2002-3, uma opção de ciências sociais também foi adicionada. O Instituto de Avaliação da Educação compila e atribui notas a estes exames. O regime de notas varia de um a dez, dez sendo o mais elevado, baseado em critérios de avaliação referenciados. Seu principal objetivo é facilitar a transição para a fase seguinte do ensino secundário avançado e ajudar o aluno a escolher um curso de estudo. Os alunos recebem um certificado com suas notas no final do período de escolaridade obrigatória.
Além da avaliação dos alunos, a lei exige que as escolas implementem alguma forma de autoavaliação sobre a qualidade dos seus serviços e para certificar-se de que as instituições estão a funcionar dentro da lei e dentro das orientações. As escolas são avaliadas externamente a cada cinco anos pelo Ministério da Educação, Ciência e Cultura.

#### Professores
Semelhante ao ensino fundamental em outros países, da primeira a sétima série, o mesmo professor ensina aos alunos todas as suas matérias. A partir da oitava em diante, os alunos recebem instrução de um número de diferentes professores (isto marca o limite entre o ensino fundamental e o ensino secundário básico). Os grupos podem ser misturados de ano para ano.
Os professores do ensino fundamental são aqueles que fizeram a sua formação, na Universidade da Islândia ou na Universidade de Akureyri. O curso típico dura três anos. Os professores do ensino secundário básico também podem ser formados na Universidade da Islândia. Um grau de BA ou BS é necessário nesta situação. Os cursos são concebidos para serem acadêmicos e práticos. Os municípios são responsáveis pela contratação de professores. Cursos opcionais de qualificação de professores são oferecidos anualmente.

### Ensino secundário avançado

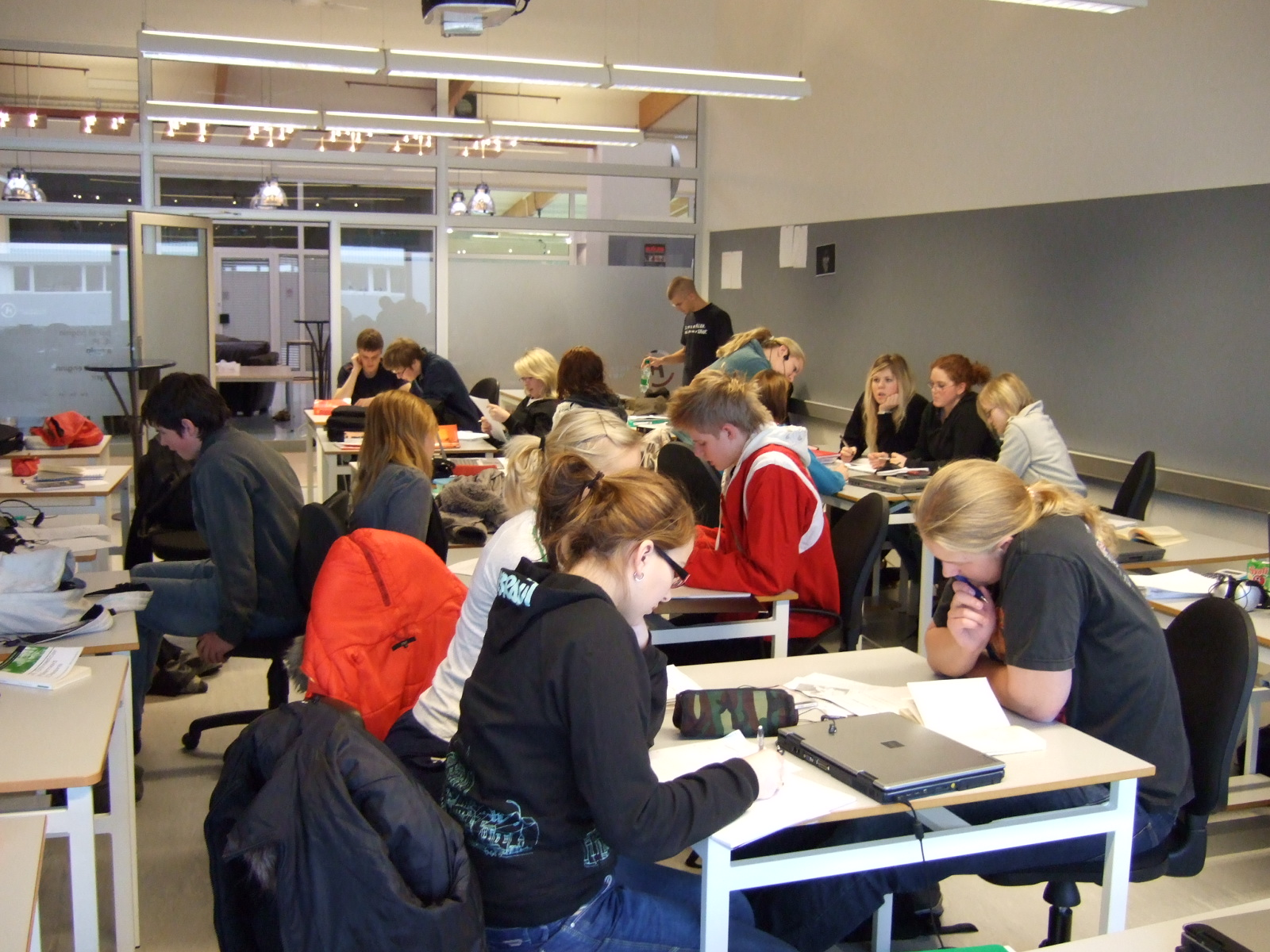
Uma sala de aula no ginásio Hraðbraut.

O ensino secundário avançado ou framhaldsskóli (literalmente "escola continuada"), é a fase seguinte ao ensino secundário básico. Estas escolas são também conhecidas como ginásios em português. Não é obrigatório, mas todos aqueles que completaram a sua educação obrigatória têm direito ao ensino secundário avançado. A duração do curso típico é de quatro anos, para alunos com idades entre 16 e 20 anos. A duração do curso pode variar, especialmente nos cursos profissionais. Esta fase da educação é regida pelo Ato da Escola Secundária Avançada de 1996. Como todas as demais escolas da Islândia, as escolas secundárias avançadas recebem adolescentes de ambos os sexos.
Os alunos não pagam mensalidades, mas pagam uma taxa de inscrição e têm que comprar os seus próprios livros. Os alunos que se inscrevem em cursos profissionais pagam uma parte do custo dos materiais que eles utilizam.
Todos os alunos têm direito a ingressarem no ensino secundário avançado, quando completam dezesseis anos. Cerca de 90% dos alunos saem do ensino secundário básico e entram no ensino secundário avançado, no entanto, há uma grande taxa de abandono. Há requisitos específicos para o ingresso para os diferentes cursos, mas, como todos os alunos têm direito a este tipo de ensino, um programa geral de ensino está disponível para aqueles alunos que não atendem aos requisitos.
O ano letivo tem a duração de nove meses, e está dividido em dois semestres: outono e primavera. Os alunos frequentam em torno de 32 a 40 aulas por semana, cada uma com duração de 40 a 80 minutos. Isto pode variar grandemente entre as instituições.
Existem cerca de quarenta ginásios no país; a capacidade deles varia tanto como nas escolas primárias. Os maiores ginásios possuem mais de 1.500 alunos, os menores, menos de cinquenta. Os ginásios podem ser divididos em: 
- liceus — oferecem programas de estudo de quatro anos, e termina com a prestação de exames para ingresso na universidade;
- escolas profissionais industriais - cursos teóricos e práticos nas diversas profissões;
- escolas abrangentes - oferecem uma mistura de cursos, tem as qualidades de um liceu e de uma instituição profissional, além de programas vocacionais especializados;
- escolas profissionais especializadas - programas de estudo para profissões e carreiras específicas.

A lei exige que haja programas acadêmicos, profissionais, artísticos e gerais de estudo, e que todos eles preparem o aluno para o ingresso no ensino superior.
Os ginásios têm formas que operam em um sistema de unidade de créditos, isto é, um semestre é dividido em unidades de curso, cada uma das quais vale um determinado número de créditos. Os alunos são, por conseguinte, capazes de regular a velocidade da sua formação com base nas suas características pessoais. Este sistema é utilizado na maioria das instituições de ensino secundário avançado na Islândia.
Muitas instituições oferecem também aulas noturnas dirigidas a adultos, algumas dos quais estão no mesmo nível dos cursos diurnos. O ensino à distância também é oferecido na maioria das escolas.
Serviços de aconselhamento são também oferecidos, como aqueles das instituições do ensino primário.

#### Avaliações
Os exames são realizados no final de cada semestre. Os últimos anos do ensino são frequentemente baseados em avaliações contínuas; no entanto, alguns cursos têm exames finais. Não existiram exames coordenados nacionalmente no ensino secundário avançado até ano letivo de 2003-4, quando certas disciplinas foram introduzidas. As instituições também são obrigadas a realizarem autoavaliações, como ocorre obrigatoriamente com as instituições de ensino elas são avaliadas externamente a cada cinco anos.

#### Professores
Os professores do ensino secundário avançado são obrigados a ter completado quatro anos na universidade, pelo menos dois anos dos quais devem ser dedicados a uma disciplina importante e, pelo menos um ano dedicado à metodologia e práticas de ensino. Os professores da educação profissional devem ser qualificados em sua disciplina específica, ou devem ser um mestre artesão em sua profissão, e ter pelo menos dois anos de experiência.
Cursos de qualificação de professores também são oferecidos. Os professores são pagos pelo Estado, mas são contratados individualmente pela escola.

### Educação superior
O nível final de ensino é a educação superior, ou háskóli (literalmente “escola superior”). Há oito instituições deste tipo no país, a maioria delas mantidas pelo Estado. A primeira instituição, a Universidade da Islândia, foi fundada em 1911, e é ainda a principal instituição de ensino superior do país. Nos últimos anos, porém, mais universidades foram abertas em todo o país, ampliando o leque de opções disponíveis. A legislação relativa às instituições de ensino superior foi aprovada em 1997, e inclui uma definição do termo háskóli (para incluir universidades que não realizam pesquisas). Existe também legislação específica em vigor para cada instituição pública, definindo o seu papel em pesquisa e organização geral. Tanto as universidades públicas quanto as privadas recebem verbas do Estado.
A administração de cada universidade é dividida entre o Senado, o reitor, as reuniões das faculdades, conselhos das faculdades e decanos (no entanto, algumas universidades não estão divididas em faculdades). O Senado, em última instância, toma as decisões sobre a gestão e organização da instituição, e formula políticas. O Estado formulará um contrato com a universidade, definindo os objetivos da instituição e o montante de fundos que o Estado dará à instituição.
Apesar do número crescente de instituições de ensino superior no país, muitos estudantes decidem prosseguir os seus estudos universitários no exterior (cerca de 16%, principalmente em estudos de pós-graduação).
O ano acadêmico vai de setembro a maio, e é dividido em dois semestres: outono e primavera.

#### Admissão
A maioria dos candidatos ao ensino superior terão de passar por alguma forma de exame vestibular para entrar na universidade; porém aqueles com suficiente experiência profissional, podem ser admitidos, em alguns casos. Os cursos de educação profissional são menos rigorosos, exigindo apenas que o candidato tenha algum tipo de experiência na área de estudo escolhida. As instituições são livres para definir os seus próprios critérios de admissão. As inscrições para estudantes potenciais acontecem de maio a junho de cada ano; porém a data limite da candidatura para os estudantes estrangeiros é um pouco mais cedo: 15 de março.

#### Financiamento estudantil
Nas instituições públicas, os estudantes só precisam pagar a taxa de inscrição. Nas instituições privadas, no entanto, são cobradas mensalidades. Todos os estudantes têm direito a algum apoio financeiro do Fundo de Empréstimo ao Estudante islandês, o valor exato depende da sua situação pessoal e financeira de cada um. O estudante deve começar a devolver este dinheiro dois anos após iniciar seu programa de estudos. Além dos estudantes islandeses, os estudantes dos estados membros da União Europeia ou do Espaço Econômico Europeu- Associação Europeia de Livre Comércio também são elegíveis para empréstimos, se vierem a trabalho em sua profissão no país por pelo menos um ano.
Anualmente, há um número limitado de bolsas de estudo disponíveis para estudantes estrangeiros que queiram aprender o idioma e estudar a literatura islandesa na Universidade da Islândia, oferecido pelo Ministério da Educação, Ciência e Cultura.
Subvenções são disponibilizadas para os pós-graduados em universidades de pesquisas, que são concedidas com base na apresentação conjunta do aluno e professor, e aprovação do respectivo corpo docente.